# Goiabada

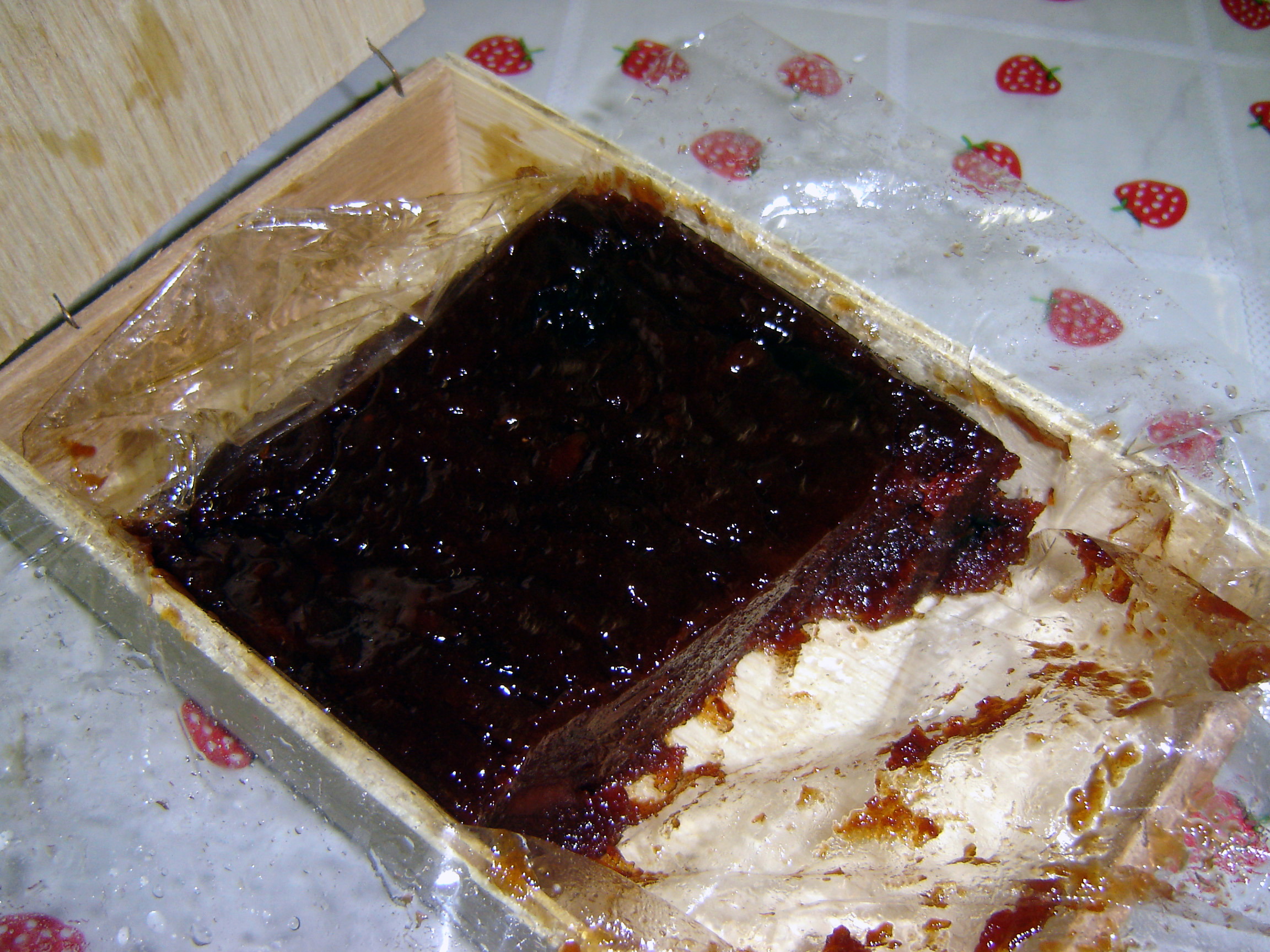
Goiabada fatta in casa

La goiabada è un dessert popolare nelle regioni di lingua portoghese che trova le sue origini nel periodo coloniale in Brasile, dove il guava, frutto utilizzato per la preparazione del dolce, era usato come sostituto della mela cotogna per fare marmellate.
L'abbondanza di zucchero e il lavoro degli schiavi sono stati fondamentali per la preparazione di questo dolce in ampi calderoni posti per lungo tempo sul fuoco moderato. La goiabada è una marmellata fatta di guava, zucchero e acqua. Ancora oggi viene comunemente fatta in casa per uso familiare mentre le industrie dolciarie ne preparano diverse varietà utilizzando ricette tradizionali o rivisitate.
È conosciuta come "pasta di guava" o "pasta de guayaba" ed è disponibile nei supermercati confezionata in latte metalliche. In Brasile la goiabada viene consumata di solito con il formaggio minas prendendo il nome poetico di Romeu e Julieta. L'uso più comune della goiabada si ha durante la colazione quando questa marmellata viene spalmata su fette di pane abbrustolito o servita insieme al formaggio fresco. In Portogallo viene altresì utilizzata per la preparazione di una torta chiamata bolo de rosas.
Ci sono molti tipi differenti di goiabada in base al tipo di guava utilizzato, che apporta alla confettura aromi molto diversi. In Brasile il tipo più utilizzato per la preparazione del Romeu e Julieta è indicato con il nome di goiabada cascão che si differenzia dalle altre per la presenza di pezzi del frutto interi.